# سیمون بابایان
سیمون بابایان (ارمنی: Սիմոն Պապյան؛  زادهٔ ۳ اوت ۱۹۵۳) یک زمین‌شناس، اقتصاددان، دولتمرد اهل ارمنستان است.

## زندگی‌نامه
وی در ۳ اوت ۱۹۵۳ در ایروان به دنیا آمد و از دانشگاه دولتی ایروان فارغ‌التحصیل گشت. همچنین برندهٔ جوایزی همچون نشان آنانیا شیراکاتسی (۲۰۰۶) شده است.

## یادداشت
1. ↑  ՀՀ բնապահպանության նախարարի առաջին տեղակալ